# Lijst van schilderijen in het Rijksmuseum Amsterdam/Ca-Cm
Lijst van schilderijen in het Rijksmuseum Amsterdam met werken van schilders van wie de achternaam begint met de letters Ca t/m Cm. Vermeldingen in het grijs geven aan dat het werk geen deel meer uitmaakt van de collectie van het Rijksmuseum, bijvoorbeeld omdat het in bruikleen gegeven is aan een andere instelling of omdat het teruggegeven is aan de bruikleengever.
| Inventarisnummer | Toeschrijving                                      | Titel | Datering          | Afbeelding |
| ---------------- | -------------------------------------------------- | --- | ----------------- | ---------- |
| SK-C-302         | Alexandre Calame                                   | Landschap | 1830-1845         |            |
| SK-A-3010        | Toegeschreven aan Benedetto Caliari                | Venus en Amor | 1575-1590         |            |
| SK-A-1515        | Moritz Calisch                                     | Portret van Cornelis Outshoorn | 1850-1870         |            |
| SK-A-1516        | Moritz Calisch                                     | Portret van Johanna Christina Beelenkamp | 1850-1870         |            |
| SK-C-116         | Moritz Calisch                                     | Moederzegen | 1844              |            |
| SK-C-117         | Moritz Calisch                                     | Het bezoek bij de kraamvrouw | 1835              |            |
| SK-A-4181        | Moritz Calisch                                     | Twee vrouwen in Italiaanse dracht | 1851              |            |
| SK-A-79          | Abraham van Calraet                                | Ruitergevecht | 1660-1722         |            |
| SK-C-122         | Abraham van Calraet                                | Veestuk | 1660-1722         |            |
| SK-A-733         | Adam Camerarius                                    | Christus en de hoofdman over honderd | 1644-1665         |            |
| SK-A-4254-1      | Jacob van Campen                                   | Graftombe met inscriptie | 1645-1650         |            |
| SK-A-4254-2      | Jacob van Campen                                   | Stilleven een schaal met maïs, artisjok, druiven en een papegaai                                                                                                   | 1645-1650         |            |
| SK-A-4254-3      | Jacob van Campen                                   | Vanitasstilleven met doodshoofd met een lauwerkrans en twee brandende kaarsen                                                                                      | 1645-1650         |            |
| SK-A-4254-4      | Jacob van Campen                                   | Hercules haalt Cerberus uit de onderwereld | 1645-1650         |            |
| SK-A-4254-5      | Jacob van Campen                                   | Hercules verslaat de centauren | 1645-1650         |            |
| SK-A-4254-6      | Jacob van Campen                                   | Stilleven met vruchten en bloemguirlandes | 1645-1650         |            |
| SK-A-4254-7      | Jacob van Campen                                   | Stilleven met vruchten en bloemguirlandes | 1645-1650         |            |
| SK-A-4254-8      | Jacob van Campen                                   | Stilleven met boeken, bladmuziek, viool, hemelglobe en een uil | 1645-1650         |            |
| SK-A-4254-9      | Jacob van Campen                                   | Stilleven met vruchten en bloemguirlandes | 1645-1650         |            |
| SK-C-563         | Govert Dircksz Camphuysen                          | Vrijage in een koestal | 1645-1672         |            |
| SK-A-1303        | Govert Dircksz Camphuysen                          | Portret van een man, mogelijk een zelfportret | 1660-1672         |            |
| SK-A-1939        | Rafaël Camphuysen                                  | Landschap bij zonsondergang | 1654-1657         |            |
| SK-A-3385        | Atelier van Canaletto                              | Het Canal Grande met de Ponte Rialto en de Fondaco dei Tedeschi | 1707-1750         |            |
| SK-A-3384        | Atelier van Canaletto                              | De ingang van het Canal Grande bij de Punta della Dogana en de Santa Maria della Salute                                                                            | 1730-1745         |            |
| SK-A-3248        | Jan van de Cappelle                                | Kalme zee met vissersschepen | 1640-1679         |            |
| SK-A-4042        | Jan van de Cappelle                                | Schepen voor anker op een kalme zee | 1640-1679         |            |
| SK-A-453         | Jan van de Cappelle                                | De begroeting van de regeringssloep door de binnenvloot | 1650              |            |
| SK-A-4043        | Jan van de Cappelle                                | Wintergezicht | Ca. 1652-1653     |            |
| SK-C-1612        | Luca Carlevarijs                                   | De intocht van de Franse ambassadeur in Venetië in 1706 | 1706-1708         |            |
| SK-C-1418        | Lodovico Carracci                                  | Het visioen van de heilige Franciscus van Assisi | 1583-1585         |            |
| SK-A-3992        | Lodovico Carracci                                  | Het visioen van de heilige Franciscus van Assisi | 1583-1585         |            |
| SK-A-2837        | Hendrik Carré (II)                                 | Hulde aan Pomona | 1734              |            |
| SK-A-2838        | Hendrik Carré (II)                                 | De visvangst | 1734              |            |
| SK-A-1425        | Toegeschreven aan Juan Carreño de Miranda          | De heilige Sebastiaan | 1655-1665         |            |
| SK-A-4020        | Niccolò Cassana                                    | Portret van een man | 1680-1710         |            |
| SK-A-1018        | Hendrik Gerrit ten Cate                            | De Torensluis met de Jan Roodenpoortstoren te Amsterdam | 1829              |            |
| SK-A-2285        | Siebe Johannes ten Cate                            | Bosvijver | 1868-1908         |            |
| SK-A-2299        | Siebe Johannes ten Cate                            | Gezicht op Dordrecht bij winter | 1892              |            |
| SK-A-2284        | Siebe Johannes ten Cate                            | Markt te Beauvais | 1897              |            |
| SK-A-1956        | Louis de Caullery                                  | Venus, Bacchus en Ceres met stervelingen in een minnetuin | 1590-1621         |            |
| SK-A-4292        | Trant van Louis de Caullery                        | Feestvierend gezelschap bij avond | 1600-1620         |            |
| SK-A-1019        | Cornelis Cels                                      | Zwitserse boerin | 1820-1821         |            |
| SK-A-4172        | Cornelis Cels                                      | Portret van Aryna van der Pot | 1841              |            |
| SK-A-4103        | Carlo Ceresa                                       | Portret van Bernardo Gritti, proprefect van Bergamo | 1646              |            |
| SK-C-1347        | Mateo Cerezo                                       | De boetvaardige Maria Magdalena | 1661              |            |
| SK-A-2718        | Jaroslav Čermák                                    | Portret van Henri Bernard van der Kolk op 2-jarige leeftijd | 1857              |            |
| SK-A-3481        | Jaroslav Čermák                                    | Portret van Guillaume Anne van der Brugghen | 1857              |            |
| SK-A-4022        | Omgeving van Giovanni di Francesco del Cervelliera | Lijst beschilderd met de verkondiging, de doop van Christus, de intocht in Jeruzalem, de heiligen Cecilia en Catharina, de genadestoel en vier musicerende engelen | 1450-1460         |            |
| SK-A-2159        | Noël Challe                                        | Portret van Sandrina van den Broecke | 1764              |            |
| SK-A-3744        | Jean Baptiste de Champaigne                        | Portret van een man, misschien Philippe de la Trémoïlle, graaf van Olonne                                                                                          | 1641-1681         |            |
| SK-A-2257        | Nicolas Toussaint Charlet                          | Hondenkop | 1820-1845         |            |
| SK-A-3792        | George Chinnery                                    | Portret van Gilbert Elliot, eerste graaf van Minto | 1812-1847         |            |
| SK-A-1219        | Cima da Conegliano                                 | Maria met kind | 1512-1517         |            |
| SK-C-366         | Allaert Claesz.                                    | Achttien schutters van de Kloveniersdoelen in Amsterdam | 1534              |            |
| SK-A-1984        | Jan Claesz.                                        | Portret van Bartholomeus van der Wiere | 1593              |            |
| SK-A-1985        | Jan Claesz.                                        | Portret van Lysbeth Hendriksdr. | 1593              |            |
| SK-A-1580        | Toegeschreven aan Jan Claesz.                      | Moeder en kind in Noord-Hollandse dracht | 1601              |            |
| SK-A-4646        | Pieter Claesz.                                     | Stilleven met kalkoenpastei | 1627              |            |
| SK-A-3930        | Pieter Claesz.                                     | Vanitasstilleven met de Doornuittrekker | 1628              |            |
| SK-A-4839        | Pieter Claesz.                                     | Stilleven met een zoutvat | 1644              |            |
| SK-A-1857        | Pieter Claesz.                                     | Stilleven met een vis | 1647              |            |
| SK-A-1444        | Jacques de Claeuw                                  | Vanitasstilleven | 1650              |            |
| SK-A-1461        | Hendrick de Clerck                                 | Suzanna en de ouderlingen | 1590-1629         |            |
| SK-A-621         | Hendrick de Clerck                                 | De wedstrijd tussen Apollo en Pan | Ca. 1620          |            |
| SK-C-1561        | J. de Clercq                                       | Stilleven | 1860              |            |
| SK-A-3292        | Naar Joos van Cleve                                | Portret van Joris Vezeleer | Ca. 1518 of later |            |
| SK-A-165         | Atelier van Joos van Cleve                         | Portret van een man | Ca. 1520-1530     |            |
| SK-A-3293        | Atelier van Joos van Cleve                         | Portret van Maximiliaan I | Ca. 1530          |            |
| SK-C-428         | Trant van Marten van Cleve (I)                     | Driekoningenfeest | Ca. 1600-1650     |            |